# Otevření Číny světu
Čínská ekonomická reforma, známá také jako otevření Číny světu, je program ekonomických reforem nazývaný „socialismus s čínskými rysy“ a „socialistická tržní ekonomika“ v Čínské lidové republice.
Pod vedením Tenga Siao-pchinga byly reformy zahájeny reformním křídlem komunistické strany Číny 18. prosince 1978. Reformy ustrnuly po vojenském zásahu proti protestech na náměstí Nebeského klidu v roce 1989, ale opět byly obnoveny během roku 1992. V roce 2010 Čína předstihla Japonsko jako druhou největší ekonomiku světa podle nominálního HDP a v roce 2014 předběhla USA v HDP podle parity kupní síly.
Před reformami dominovalo čínské ekonomice státní vlastnictví a centrální plánování. Mezi lety 1950 až 1973 rostlo čínské HDP na obyvatele v průměru o 2,9 % ročně, vyjma silných poklesů během období politiky Velkého skoku a Kulturní revoluce. To ji řadilo do průměru ostatních sousedních států, přičemž ale tržně orientované asijské země jako Japonsko, Jižní Korea, Singapur a Tchaj-wan značně předstíhaly růst Čínské lidové republiky. Počínaje rokem 1970 čínská ekonomika vstoupila do období stagnace a po smrti Mao Ce-tunga se vedení komunistické strany rozhodlo přejít k tržně orientovaným reformám, aby zachránilo stagnující ekonomiku.
Komunistická strana provedla tržní reformy ve dvou etapách. První etapa koncem 70. a začátkem 80. let zahrnovala ukončení kolektivního zemědělství, otevření země zahraničním investicím a umožnění soukromého podnikání. Značná část průmyslových odvětví však nadále zůstala ve vlastnictví státu. Druhá etapa reformy, na konci 80. a 90. let, zahrnovala masivní privatizaci podniků. Zrušení regulace cen v roce 1985 bylo dalším významným krokem a brzy následovalo odstoupení od řady protekcionistických opatření a cel. Státní monopol v sektorech jako bankovnictví nebo těžba nerostných surovin však nadále setrval.
V roce 2001 vstoupila Čína do Světové obchodní organizace. Soukromý sektor pozoruhodně rostl a v roce 2005 představoval až 70 % čínského HDP. Mezi lety 1978 až 2013 došlo k nebývalému ekonomickému růstu, kdy čínské HDP rostlo v průměru o 9,5 % ročně. Konzervativní Chu Ťin-tchao po roce 2005 zrušil některé proreformní kroky a začal posilovat kontrolu a regulace ekonomiky. V roce 1980 Teng Siao-pching zahájil také soubor politických reforem, které inspirovaly i tehdejší sovětskou glasnosť a perestrojku, politické reformy ale nakonec skončily v roce 1989 během potlačení protestů na náměstí Nebeského klidu.
Úspěch čínské ekonomické reformy a způsob její implementace vedly v posledních 40 letech k nesmírným změnám v čínské společnosti, včetně výrazného snížení chudoby. Zvyšující se příjmová nerovnost však vzrostla, což zvedlo odpor u části Komunistické strany Číny. Nejen na akademické scéně se často diskutuje o důvodech úspěchu čínské ekonomiky a je srovnávána s pokusy o reformy ve východním bloku a Sovětském svazu, stejně jako s vývojem ekonomik dalších rozvíjejících se zemí. Ekonomický úspěch navíc vedl k vzestupu Číny jako světové velmoci a posunu mezinárodních geopolitických střetů, zejména v záležitostech týkajících se politického postavení Tchaj-wanu.
Řada problémů jako korupce, znečištění životního prostředí, nafouklý realitní trh nebo krize stárnutí populace však zůstávají závažnými problémy čínské ekonomiky. Éra ekonomické liberalizace podle mnohých komentátorů a odborníků skončila pod vedením současného tajemníka strany Si Ťin-pchinga, který se staví proti části reforem a mnohé z nich zrušil. Komunistická strana si mezitím naopak upevňuje a navyšuje kontrolu nad čínskou společností ve všech aspektech, včetně ekonomiky. Vzrůstá také propojení domácích čínských podniků a vlády, které pak získávají konkurenční výhody na trhu na rozdíl od ostatních zahraničních společností, tento jev je považován jako součást obchodní války mezi Čínou a USA.
| překlad                | překlad          |
| ---------------------- | ---------------- |
| zjednodušená čínština: | 改革开放         |
| tradiční čínština:     | 改革開放         |
| pchin-jin:             | gǎigé kāifàng    |
| český překlad:         | změna a otevření |

## Pozadí

### Velký skok vpřed
Po vítězství Komunistické strany Číny v čínské občanské válce a nástupu Mao Ce-tunga k moci se začala Čínská lidová republika orientovat na plánovanou ekonomiku po vzoru Sovětského svazu. Maovi ale systém sovětského stylu příliš nevyhovoval, proto se v roce 1958 rozhodl přistoupit k radikální politice Velkého skoku vpřed, která měla rychle zemi industrializovat a zvýšit čínskou produkci, dostat ČLR během 15 let ekonomicky do postavení velmoci a vybudovat komunistickou utopii. Výsledkem Velkého skoku byl ale naopak obrovský ekonomický propad. V roce 1961 se čínské HDP snížilo o rekordních 27 % a trvalo několik dalších let po zastavení kampaně, než se podařilo vyrovnat na počáteční úroveň z roku 1958. Dalším katastrofálním následkem byl Velký čínský hladomor, který se značně podepsal na stavu čínské populace. Následná Kulturní revoluce si pak vyžádala odliv inteligence a pokles vzdělaných lidí, provázející další dlouhodobé ochromení čínské ekonomiky.

### Návrat k normálu
V roce 1969 byla Kulturní revoluce prohlášena za ukončenou, její následky se ale projevovaly ještě dlouho poté. Situace byla stabilizována a postupně se ekonomika začala zvedat a růst. V roce 1974 byl představen program čtyř modernizací, který si kladl výrazné cíle v modernizaci zemědělství a ekonomiky, tentokrát již ale v realistické podobě. Na začátku 70. let se pokusila radikální skupina přívrženců Maoismu, známá jako Gang čtyř, převzít moc v komunistické straně Číny a zatrhnout probíhající modernizační reformy. Ekonomika země tak byla v důsledku stranických čistek na čas paralyzována. Po smrti Mao Ce-tunga v roce 1976 bylo křídlo Maoistů zlikvidováno a politika čtyř modernizací mohla pokračovat.
Moci se definitivně ujal v roce 1978 reformátor Teng Siao-pching, který odstartoval období známé jako „Boluan Fanzheng“, doslova „náprava chaosu a návrat k normálu“ a představil ambiciózní desetiletý plán, který volal po masivním ekonomickém růstu napříč odvětvími, rozsáhlých projektech a dovozu zahraničních technologií. Ve stejném roce bylo rehabilitováno přes 3 milióny obětí vlády Mao Ce-tunga, od představitelů inteligence až po vysoké stranické příslušníky. Následovalo posílení autonomie podniků a návratu odborníků do odborných pozic, pozornosti se také ujalo vzdělávání a především vysoké školství, zdevastované Kulturní revolucí. V platnost také vyšla nová ústava, která odstranila některé totalitní prvky, jako vládnoucí úlohu proletariátu.

## Průběh

### 1979–1984

Teng Siao-pching na billboardu během výročí otevření speciální ekonomické zóny v Šen-čenu.

V roce 1979 Teng Siao-pching zdůraznil cíle čtyř modernizací a navrhl myšlenku známou jako „středně prosperující společnost“. Důležitou inspirací byly úspěchy Singapuru za vlády Li Kuang-jaoa, kam bylo posláno v průběhu let více než 22 000 vládních úředníků a představitelů, aby studovali jeho ekonomickou politiku hospodářského růstu, podnikání a rafinovaného potlačování nesouhlasu.
První reformy začaly v zemědělství, který čínská komunistická strana dlouhodobě špatně spravovala. Koncem 70. let se zásoby potravin a produkce staly tak nedostačujícími, že vládní úředníci varovali, že Čína se chystá zopakovat další hladomor. Teng reagoval ukončením kolektivního systému v zemědělství a zdůrazněním systému odpovědnosti za domácnost, který rozděloval půdu lidových komun na soukromé pozemky. Podle nové politiky mohli rolníci vykonávat formální kontrolu nad svou půdou, pokud prodali určitou část své úrody vládě. Tento krok zvýšil zemědělskou produkci o 25 % mezi lety 1975 a 1985, čímž vytvořil pozitivní vzor pro privatizaci dalších částí ekonomiky. Přístup zdola nahoru u reforem prosazovaných Tengem, na rozdíl od přístupu shora dolů během perestrojky v Sovětském svazu, je považován za důležitý faktor přispívající k úspěchu čínské ekonomické transformace.
Reformy byly provedeny také v průmyslu s cílem zvýšit produktivitu. Byl zaveden systém dvojích cen, ve kterém bylo povoleno státním podnikům prodávat produkci nad plánovanou kvótu a komodity byly prodávány za plánované i tržní ceny, což umožnilo vyhnout se do té doby častým nedostatkům. Navíc přijetí systému průmyslové odpovědnosti v 80. letech dále podporoval rozvoj státních podniků tím, že umožňoval jednotlivcům nebo skupinám řídit podnik sami. Poprvé tak od převzetí moci komunisty mohly fungovat soukromé podniky, které postupně začaly tvořit větší a větší procento průmyslové výroby. Zvýšila se také flexibilita cen, čímž se začal rozšiřovat sektor služeb.
Ve stejné době, prosinec 1978, Teng oznámil novou politiku „otevřených dveří“, aby umožnil investice zahraničním podnikům, které se chtěly podnikat v Číně. Země se tak po několika desítkách let otevřela zahraničním investicím. Byla vytvořena řada speciálních ekonomických zón, mimo jiné Šen-čen, Ču-chaj a Sia-men, osvobozené od státních regulací a intervencí, které by brzdily ekonomický růst. Tyto regiony se staly motorem růstu čínské ekonomiky. První takováto zóna byla Shekou v Šen-čenu, založená v roce 1979. Model zóny Shekou se postupně rozšířil do dalších částech ČLR.
Kromě samotného Teng Siao-pchinga byli dalšími významnými reformátory Chu Jao-pang, tehdejší generální tajemník Komunistické strany Číny a Čao C’-jang, tehdejší premiér Čínské lidové republiky. Významnou vlivnou osobou doby byl také Čchen Jün, který zůstal věrný revolučním marxistickým ideálům a prosazoval umírněnější cestu reforem skrze „ekonomiku ptačí klece“, často kritizoval radikální liberalizační kroky Tenga a až do své smrti v roce 1995 s ním soupeřil o výslednou podobu čínské ekonomiky.

### 1984–1993

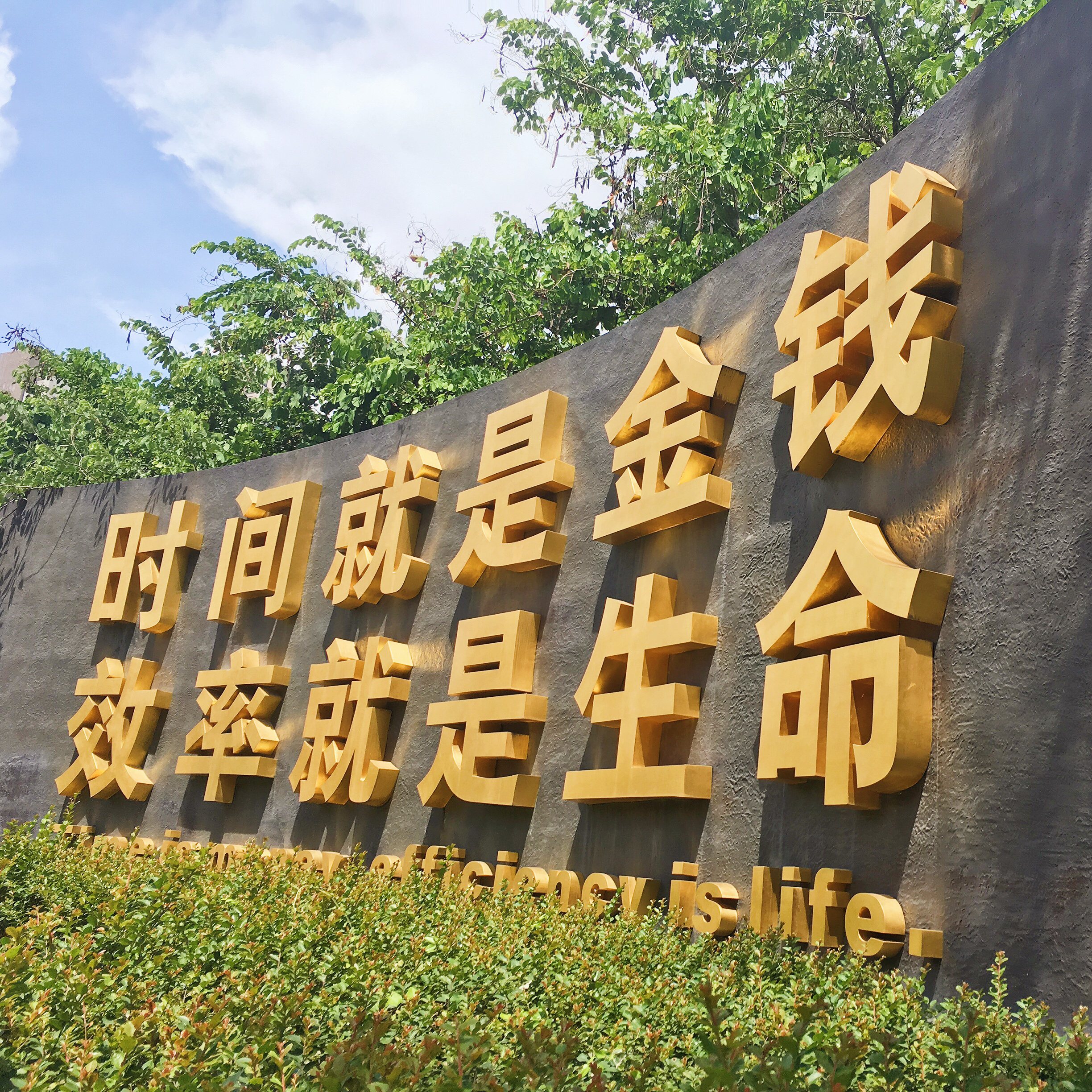
Slogan „Čas jsou peníze, účinnost je život“ se stal symbolem rozvoje Šen-čenu.

Během tohoto období pokračovala politika Teng Siao-pchinga. Státní kontrola soukromých podniků a vládní regulace se nadále snižovaly, zejména v zemědělství a potravinářském sektoru, kde došlo v roce 1985 k uvolnění regulací cen a došlo k malé privatizaci části nekonkurenceschopných podniků. Provincie mohly experimentovat se způsoby, jak zvýšit ekonomický růst a sami privatizovat státní podniky. Soukromé firmy začaly získávat čím dál větší podíl na trhu na úkor státního sektoru. První akciová komerční banka v Číně, China Merchants Bank, a první akciová pojišťovací společnost v Číně, Ping An Insurance, byly obě založeny v Shekou. V roce 1984 byla speciální ekonomická zóna rozšířená o dalších 14 pobřežních měst, mimo jiné Šanghaj, Kanton nebo Tchien-ťin. V roce 1990 byla po 40 letech znovuotevřena Šanghajská burza a zanedlouho na to byla založená burza v Šen-čenu.
Na druhé straně, konzervativní křídlo komunistické strany vedené Čchenem Jünem, kritizovalo stále silněji politiku laissez faire a často sabotovalo mnohé reformy. Korupce a vysoká inflace zvyšovaly nespokojenost, což přispělo k protestech na náměstí Nebeského klidu v roce 1989, které nechal Teng brutálně potlačit. Konzervativní křídlo po události vynutilo odstoupit některé klíčové reformátory a hrozilo zvrácením mnoha Tengových reforem. Teng si však stál za svými liberalizačními změnami pevně až do své smrti.
Přestože čínská ekonomika v tomto období rychle rostla, narůstaly potíže v neefektivním státním sektoru. Velké ztráty musely být vyrovnány státními příjmy. Inflace v letech 1985, 1988 a 1992 způsobovala značné problémy. Privatizace státních podniků začala zrychlovat po roce 1992 a soukromé podniky začaly silně posilovat v zastoupení čínského HDP. Vláda začala pomalu uznávat narůstající podíl soukromých podniků, nejprve jako doplňky ke státnímu sektoru, později jako klíčovou složku čínské ekonomiky.

### 1993–2005
V 90. letech bylo provedeno mnoho radikálních reforem. Čchen Jün se stále více stavěl do role protipólu Tenga a upozorňoval na možné negativní aspekty volného trhu a laissez faire přístupu. Jeho myšlenky měly silný vliv na ostatní osobnosti komunistické strany a budoucí reformátory. Čchen Jün inspiroval také Ťiang Ce-mina v jeho dílu Tří reprezentací, představenou v roce 2000. Dílo je hlavní současnou ideologickou myšlenkou komunistické strany Číny, kterou určuje jako vůdčí sílu čínské kultury, ekonomiky a zástupce zájmů čínského lidu.
Ačkoli Teng Siao-pchinga zemřel v roce 1997, liberalizační reformy pokračovaly jim vybranými nástupci, Ťiang Ce-mina a Ču Žung-ťia, kteří sice byli nadšenými reformátory, ale zároveň se řídili radami Čchen Jüna aby měl stát stále ve svých rukou klíčové oblasti. V letech 1997 a 1998 proběhla velká vlna privatizace, při které byly všechny státní podniky kromě několika sektorů zprivatizovány. Mezi lety 2001 a 2004 se počet státních podniků snížil skoro o polovinu. Během stejného období byly také sníženy cla a zrušeny další obchodní bariéry. Byl reformován bankovní systém, značná část sociálních programů z Maovy éry byla zrušena.
Zprivatizovány byly také zčásti vojenské podniky Čínské lidové armády. Kromě toho se snížila a stabilizovala inflace a ČLR vstoupila do Světové obchodní organizace. Ačkoliv většina těchto kroků byla hodnocena velmi pozitivně, některé byly kritizovány. Následky privatizace musela být zlikvidována řada podniků, což přineslo vzrůst nezaměstnanosti. Soukromý sektor na podílu čínského HDP poprvé překročil 50 % v roce 2005 a od té doby se stále zvyšuje. Monopol státu přesto v nemálo oblastí přetrvává do dnes, mimo jiné v telekomunikacích, zpracování nerostných surovin, energetiky a zčásti i v bankovnictví a finančním sektoru.

### 2005–2012
První značnou změnou v pokračujících ekonomických reformách hrála konzervativní vláda Chu Ťin-tchaa, která začala zatrhovat některé reformy z dob Teng Siao-pchinga. Ve fiskální politice byly obnoveny některé sociální programy a zvýšena státní účast ve zdravotnictví. Mnoho, většinou státních podniků začalo být na úkor soukromých firem dotováno a prakticky se zastavila privatizace. Značným negativním jevem politiky Chu Ťin-tchaa byla uvolněná monetární politika, která má za následek vytvoření čínské bubliny s nemovitostmi po vzoru americké hypoteční krize z roku 2007, v některých městech se ceny nemovitostí za velmi krátkou dobu až ztrojnásobily.

### 2012–současnost

Projekt Nové Hedvábné stezky je jedním ze symbolů vzrůstající dominance čínské ekonomiky.

Od nástupu k moci začal Si Ťin-pching zvyšovat kontrolu nad státními i soukromými podniky, nejméně 288 významných firem muselo umožnit komunistické straně větší vliv na řízení podniků. Tento trend zahrnuje také firmy kótované na burza v Hongkongu, které často odmítají vazby s čínskou vládou. Značná část těchto firem se tak musí nově podřídit stranické linii. V roce 2020 pronesl Si Ťin-pching projev ke skupině vedoucích představitelů veřejného a soukromého sektoru na podnikatelském fóru v Pekingu. Zdůraznil, že se musí postupně vytvořit nový domácí vnitřní oběh spolu s oběhem mezinárodním, které se budou vzájemně doplňovat. Od té doby se „vnitřní oběh“ stalo v Číně citlivé téma. Někteří Číňané se obávají, že důraz na „vnitřní oběh“ signalizuje návrat do 60. let a konec čínské ekonomické liberalizační éry.
V září 2020 komunistická strana Číny oznámila, že posílí zřizování stranických výborů v regionálních podnikatelských asociací a zjedná zvláštní spojení mezi těmito výbory a stranou. Vláda Si Ťin-pching reprezentuje své ekonomické vize ve strategických plánech Made in China 2025 a China Standards 2035, které se snaží rozšířit čínský vliv a vytěsnit dominanci USA v high-tech sektorech. To je spolu s agresivnějším prosazováním mezinárodní politiky v souladu s výhledem, podle kterého se Čína posouvá směrem k aktivnější roli při psaní pravidel mezinárodního obchodu.

## Sektory

### Zemědělství

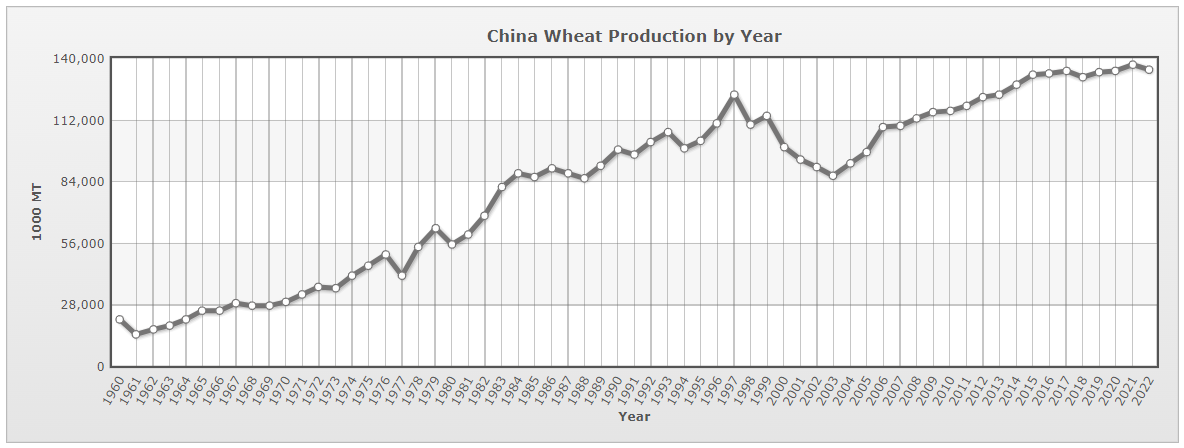
Vývoj produkce obilí v Číně.

Před reformou byla výkonnost čínského zemědělství extrémně špatná a nedostatek potravin byl běžným jevem. Po ukončením kolektivního systému zemědělství a zavedení systému odpovědnosti za domácnost, vzrostla zemědělská produkce o průměru 8,2 % ročně ve srovnání s 2,7 % před reformou. Ceny potravin klesly téměř o 50 %, zatímco příjmy ze zemědělství vzrostly. Zásadnější transformací bylo rozšíření druhů pěstovaných plodin namísto pouhého pěstování rýže a obilí. Značně také vzrostla produkce zeleniny a masa. Růst zemědělského sektoru se po roce 1984 zpomalil, zemědělství na podílu HDP kleslo ze 40 % na 16 %, zvýšení produktivity práce však umožnilo uvolnění zaměstnanců pro práci v průmyslu a ve službách. Čína také začala pomalu vyvážet potraviny, což byl veliký kontrast k jejím předchozím hladomorům a častým nedostatkům.

### Průmysl
V předreformním období průmysl převážně stagnoval a systém představoval jen málo podnětů ke zlepšení kvality a produktivity. Se zavedením systému dvojích cen a větší autonomií podniků na počátku 80. let se výrazně zvýšila produktivita. Státním podnikům začaly konkurovaly zahraniční podniky a nově vzniklé podnik vlastněné lokálními vládami, často pak i soukromými firmami. V 90. letech rozsáhlé privatizace snížily tržní podíl státních podniků a zvýšily podíl soukromého sektoru na trhu. Podíl státního sektoru na průmyslové produkci klesl z 81 % v roce 1980 na 15 % v roce 2005. Zahraniční kapitál hraje dodnes důležitou roli v oblasti investic a vývoje.
Čína je dnes největším světovým výrobcem betonu, oceli, lodí a textilu a má největší automobilový trh na světě. Čínská produkce oceli se mezi lety 1980 a 2000 zčtyřnásobila a od roku 2000 do roku 2006 vzrostla ze 128,5 milionů tun na 418,8 milionů tun, což je jedna třetina celosvětové produkce. Produktivita práce v některých čínských ocelářských firmách pak převyšuje západní produktivitu. Od roku 1975 do roku 1992 vzrostla čínská výroba automobilů ze 139 800 na 1,1 milionu a v roce 2008 vzrostla na 9,35 milionu. Lehký průmysl, jako je výroba textilu, zaznamenal ještě větší nárůst. Čínský textilní export vzrostl ze 4,6 % světového exportu v roce 1980 na 24,1 % v roce 2005. Textilní produkce se za stejné období zvýšila 18krát.
Toto masivní zvýšení výroby je z velké části důsledkem odstranění překážek vstupu na trh a zvýšené konkurence. Počet průmyslových firem vzrostl z 377 300 v roce 1980 na téměř 8 milionů v letech 1990 a 1996. Sčítání v roce 2004, které vylučovalo podniky s ročním obratem nižším než 5 milionů RMB, napočítalo 1,33 milionu průmyslových firem.

### Služby

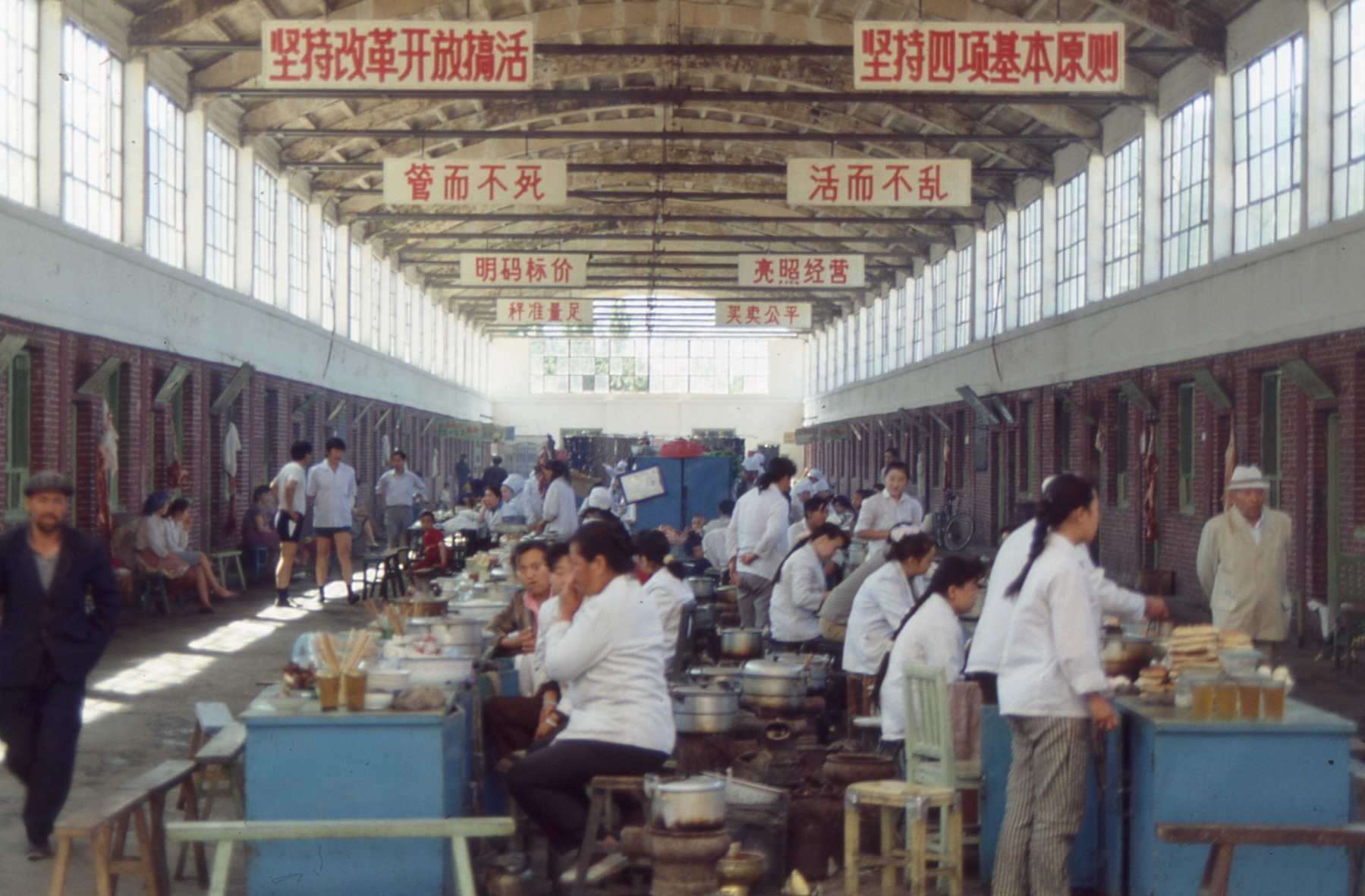
Trh v Sin-ťiangu během roku 1992.

V 90. letech došlo k liberalizaci finančního sektoru. Poté, co Čína vstoupila do Světové obchodní organizace, byl sektor služeb značně liberalizován a byly povoleny zahraniční investice. Mimo to byl plně liberalizován maloobchod i velkoobchod a distribuce. Zahraničním investicím se otevřelo také bankovnictví, finanční služby, pojišťovnictví a telekomunikace.
Čínskému bankovnímu sektoru dominují čtyři velké státní banky, které jsou do značné míry neefektivní. Největší čínská banka ICBC je největší bankou na světě. Finanční sektor je široce vnímán jako brzda ekonomiky kvůli neefektivnímu řízení státem. Nesplácené půjčky, většinou poskytované místním samosprávám a neziskovým státním podnikům pro politické účely, zejména s cílem udržet uměle nízkou nezaměstnanost, jsou velkou zátěží pro finanční systém a ekonomiku a dosahují více než 22 % HDP v roce 2000, s poklesem na 6,3 % do roku 2006 v důsledku vládní rekapitalizace těchto bank. V roce 2006 se celková výše nesplácených úvěrů odhadovala na 160 miliard USD.

### Vládní politika

Kurz RMB vůči USD.

Před rokem 1978 byl státní rozpočet financován ze zisků státních podniků. Některé vládní příjmy také pocházely z daní, z nichž nejdůležitější byla všeobecná průmyslová a komerční daň. Rapidní růst soukromých podniků na úkor státních mělo díky nedostatečné legislativě, mimo jiné znatelný vliv na úbytek státních příjmů. Vládní příjmy klesly z 35 % HDP na 11 % HDP v polovině 90. let, přičemž rozpočet centrální vlády činil 3 % HDP. Daňový systém byl strukturálně reformován v roce 1994, zavedením jednotné daňové soustavy. Kromě daně z příjmů fyzických osob a daně z přidané hodnoty byla zavedena také spotřební daň.

## Výsledky

### Ekonomické efekty
Po třech desetiletích reforem zažila čínská ekonomika jeden z největších světových boomů. Zemědělství a lehký průmysl byly z velké části zprivatizovány, zatímco stát si stále zachovává kontrolu nad některými sektory těžkého průmyslu. Navzdory dominanci státního vlastnictví ve financích, telekomunikacích, ropě a dalších velkých sektorech ekonomiky soukromí podnikatelé nadále expandují do sektorů dříve vyhrazených pro veřejné podnikání.
Čínský ekonomický růst byl od reformy velmi rychlý a překonal Asijské tygry. Od začátku reforem v roce 1978 vzrostl čínský HDP desetinásobně. Nárůst celkové produktivity byl nejdůležitějším faktorem, přičemž produktivita představovala 40 % nárůstu HDP ve srovnání s poklesem o 13 % za období 1957 až 1978, tedy vrcholů politik Mao Ce-tunga. Příjmy na hlavu rostly o 6,6 % ročně. Průměrné mzdy vzrostly mezi lety 1978 a 2005 šestinásobně, zatímco absolutní chudoba klesla ze 41 % populace v roce 1978 na 5 % v roce 2001. Čína je široce považována za motor světového a asijského ekonomického růstu. Čínská poptávka představuje 50 % exportu Hongkongu, 44 % exportu Japonska a 66 % exportu Tchaj-wanu. Ostatní asijské země tak považují hospodářský růst Číny za motor růstu pro celou Asii.

### Sociální efekty
Hospodářský růst prakticky odstranil chudobu v čínských městech a výrazně ji snížil na venkovských oblastech, drasticky zvýšil životní úroveň Číňanů ve srovnání s předreformní érou. Tržní ekonomické reformy ale dramaticky zvýšily příjmovou nerovnost v Číně. Giniho koeficient se v Číně odhaduje na nad 46.7, tedy velmi vysoká majetková nerovnost. Nerovnosti je primárně připisován zánik řady sociálních programů v 90. letech a rozdílům mezi pobřežím, na které je soustředěna většina Čínského průmyslu a vnitrozemskými provinciemi, kde dominuje zemědělství.
Navzdory snížení chudoby a zvýšení životní úrovně byly reformy kritizovány části komunistické strany Číny za to, že zvyšují nerovnost a umožňují zahraničním firmám nakupovat státní majetek. Vláda Chu Ťin-tchaa přijala řadu keynesiánských metod a regulací, jako zastavení privatizace a naopak zvýšení podílů státních sektorů na tvorbě HDP. Zrušení některých dřívějších ekonomických politik způsobilo, že část odborníků označila rok 2008 za konec ekonomické reformy v Číně.

### Environmentální efekty
Od začátku masivní industrializace v 80. a 90. letech se začalo znatelně v Číně zhoršovat životní prostředí a znečištění. Důraz na energii z uhlí a dalších fosilních paliv bylo vnímáno jako rychlé, levné a krátkodobé řešení vzrůstající energetické spotřeby. Vodní a jaderná energie pak byla považována jako dlouhodobé řešení. Zatímco zákony o ochraně životního prostředí jsou poměrně přísné, jsou špatně vynucovány a úplně často přehlíženy místními vládami ve prospěch rychlého hospodářského rozvoje. Čína je po Indii zemí s druhým nejvyšším počtem obětí kvůli znečištěnému ovzduší. Čínská ekonomika je největší producentem CO2 na světě a ačkoliv se zavázala do roku 2060 stát se uhlíkově neutrální, emise neustále narůstají. Od přelomu tisíciletí Čína masivně investuje do obnovitelných zdrojů energie.

## Zhodnocení

### Důvody úspěchu

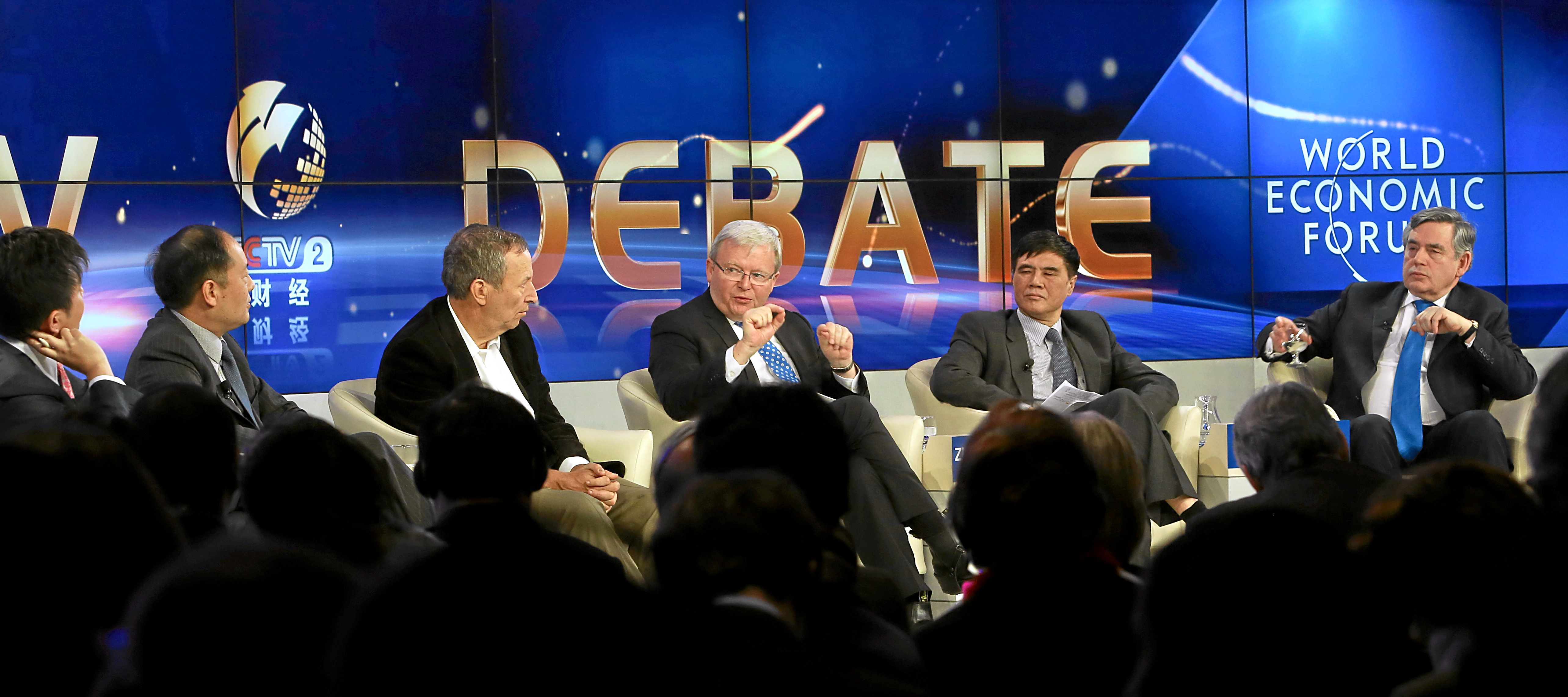
Diskuze o budoucnosti čínské ekonomiky a Číny na Světovém ekonomickém fóru v roce 2013.

Existuje řada názorů a vysvětlení pro úspěšný přechod Číny od plánovaného hospodářství k socialistickému tržnímu hospodářství, který se odehrál i navzdory řady nepříznivých faktorů, jako byl zdevastovaný průmysl a zemědělství během doby Velkého skoku, značné erozi pracovní morálky, anti-kapitalistické a anti-západní propagandy nebo rozvratu vzdělávání a odlivu mozků během Kulturní revoluce.
Decentralizace státní moci a umožnění samosprávám relativně volně experimentovat a postupně přecházet na tržní hospodářství, zároveň ale předejít a poučit se chyb ostatních samospráv, mohlo být jedním z faktorů úspěchu ekonomické transformace Číny. Systém investičních pobídek prosazovaný centrální vládou, ve kterém byli odměňováni vládnoucí představitelé provincií a místních samospráv dle ekonomických výsledků způsobovalo, že místní a provinční vlády doslova „hladověly po investicích“ a soutěžily o ně skrze minimalizaci regulací a překážek, aby tak podpořily nejen ekonomický růst své oblasti ale i svou kariéru.
Ekonomický model prosazovaný Teng Siao-pchingem orientovaný striktně na maximalizaci a akumulaci kapitálu, a který často přehlížel stav životního prostředí, ekonomickou nerovnost, pracovní podmínky a další problémy, mohl být také jedním z klíčových faktorů ekonomického zázraku Číny. Na rozdíl od zemí bývalého východního bloku a Sovětského svazu, které přebíraly západní modely ekonomik, jenž často nebyly příliš kompatibilní s potřebou dynamického ekonomického růstu, byl Tengův model postupně utvářen na míru a pro potřeby čínské ekonomiky.
Čínský úspěch byl také hnán orientací na export, kterou úspěšně používali i Asijští tygři. V roce 2001 vstoupila Čína do Světové obchodní organizace. V roce 2006 vstoupilo na čínský trh přes 400 společností z žebříčku Fortune 500, zatímco čím dál víc čínských společností rozšiřuje své podnikání i mimo čínský trh. Důležitou roli sehrála i zahraniční pomoc Číně, hlavně pomoc z Hongkongu, Macaa a Tchaj-wanu. Od začátku reforem Čína obdržela značné množství pomoci od velkých rozvinutých zemí, jako jsou USA, Japonska, Německa, Francie a Spojeného království.
Podle Mancura Olsona mohla sehrát pozitivní roli z dlouhodobého hlediska i Kulturní revoluce, která odstranila staré zájmové struktury a skupiny z vedoucích pozic. Na rozdíl od zemí SSSR a východního bloku tak nebyla nová pragmatická garnitura v čele s Tengem pod vlivem různých lobbistických skupin, které by podkopávaly nové ekonomické a stranické reformy. Herman Kahn tvrdil, že konfuciánská morálka hrála během reforem v Číně podobně důležitou roli jako protestantská morálka v západní Evropě a USA.

### Srovnání s ostatními zeměmi

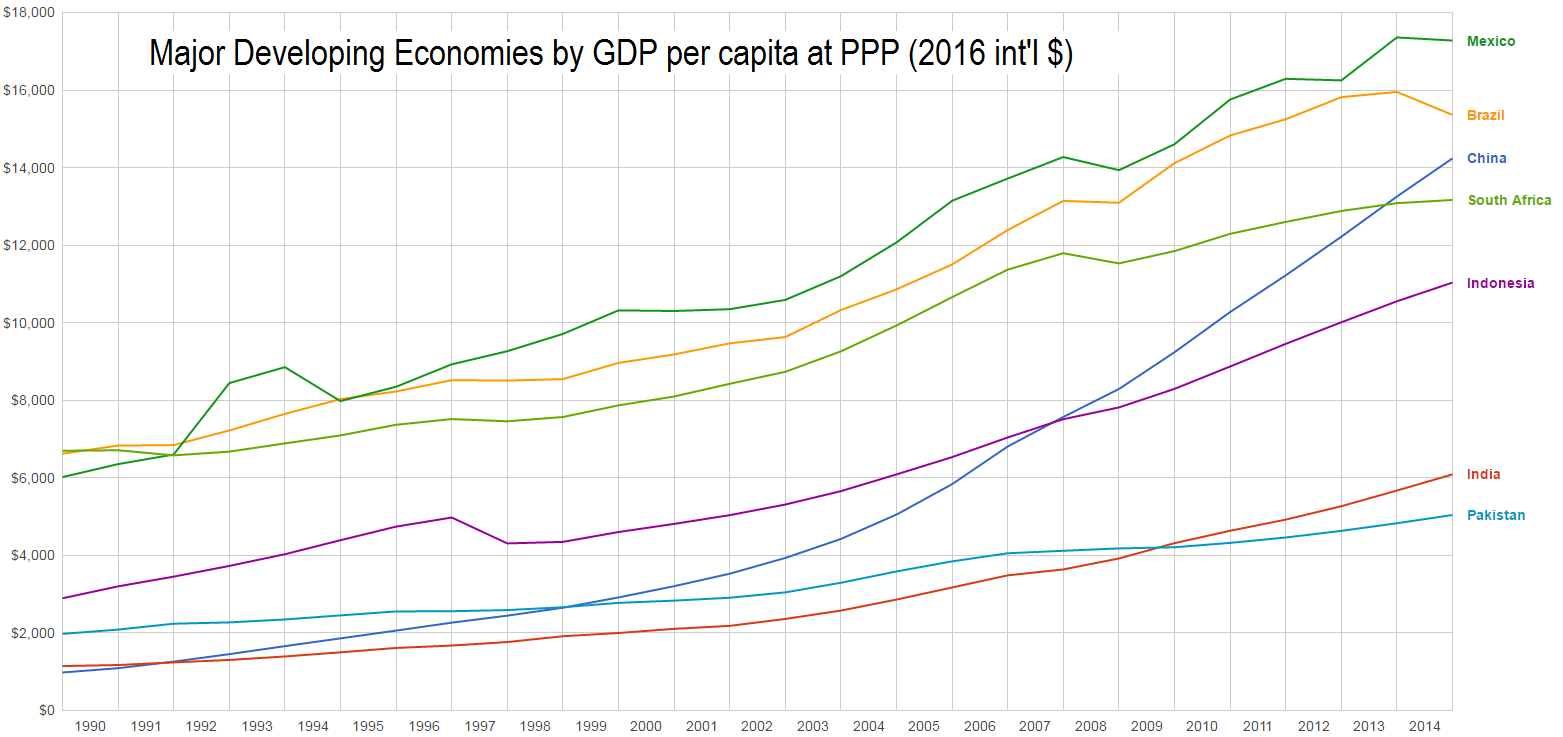
Srovnání růst HDP Číny s ostatními rozvojovými zeměmi.

Přechod Číny z plánované ekonomiky na tržní ekonomiku je často srovnáván s ekonomikami východního bloku a zemí Sovětského svazu, které procházejí podobným přechodem na počátku 90. let. Čínská reforma je chválena za to, že se vyhnula velkým ekonomickým propadům a inflaci, které sužovaly východní blok a země SSSR. Ekonomiky východního bloku zaznamenaly na začátku reforem pokles HDP o 13 % až 65 %, zatímco čínský růst byl od začátku reforem stabilní a stoupající. Čína se také dokázala vyhnout hyperinflaci, která zasáhla například Ruskou federaci v 90. letech. Tento úspěch je připisován postupnému a decentralizovanému přístupu čínské vlády, která umožnila rozvážné nahrazování neefektivních státních podniků těmi efektivnějšími soukromými.
To kontrastuje s přístupem „šokové terapie“ v zemích SSSR, kde byl státem vlastněný sektor během pár let zprivatizován a zachoval si tak většinu dřívějšího neefektivního řízení a nekvalifikovaný management, což způsobilo na volném trhu nekonkurenceschopnost a hromadné krachování těchto podniků, provázané nárůstem nezaměstnanosti. Postupný přechod na tržní hospodářství také předešel scénáři, kdy privatizovaný majetek připadl do rukou pár jednotlivců napojených na vládu jako v zemích SSSR. Dalším značným faktorem bylo i to, že s ekonomickými změnami nepřišly změny politické, čínská vláda tak mohla vytvářet nepopulární změny a rozhodnutí, které by v nově demokratických zemí nebylo možné prosadit.
Ekonomický růst Číny je srovnáván také s rozvojovými zeměmi, jako je Brazílie, Mexiko nebo Indie. Růst v Číně předstihl HDP všech ostatních rozvojových zemí, pouze Indie se po roce 1990 Číně pomalu přibližuje. Vysoká míra zahraničních investic, projevené zejména ve zvyšující se produktivitě práce, přispěly k ekonomické výkonnosti Číny. Čínská relativně volná ekonomika s nízkým počtem vládních zásahů a regulací, poměrně nízkými daněmi, levnou pracovní silou a rychle vybudovanou infrastrukturou je uváděna jako důležitý faktor ekonomického zázraku Číny ve srovnání s ekonomikami jiných rozvojových zemí, často zužované státními regulacemi, vysokými daněmi a cli, špatnou infrastrukturou a velkou silou odborových organizací.

### Kritika
Velkým problémem jsou manipulace s ekonomickými údaji ze strany provinčních a místních čínských úředníků. V průběhu let bylo na mnoha místech odhaleno, že hlášené údaje o HDP a další ekonomické údaje mohou být nafouknuté nebo jinak zmanipulované. Úředníci z centrální vlády připustili, že některé provinční nebo místní ekonomické statistiky jsou občas falšovány, aby se například splnily cíle hospodářského růstu pro osobní povýšení místních úředníků.
Ekonomické reformy měly být doprovázeny řadou politických reforem v 80. letech, podporovaných Teng Siao-pchingem. Mnohé z plánovaných politických reforem však skončily po masakru na náměstí Nebeského klidu v roce 1989. Nedostatek politických reforem přispěl k vážnému problému korupce v Číně. Ekonomická reforma je také kritizována z pohledu nepříchodu změny politického systému a procesu demokratizace, jako tomu bylo u ostatních zemí SSSR a východního bloku a naopak upevnění moci komunistickou stranou Číny.
Od konce 70. let byla v Číně ustanovena kontroverzní politika jednoho dítěte, aby se předešlo masivnímu nárůstu populace. Ačkoliv byla politika jednoho dítěte uvolněna v roce 2015, demografická křivka čínské populace rapidně stárne a paradoxně tak ohrožuje čínskou ekonomiku rychle stárnoucí populace, doprovázená nízkou porodností, podobně jako v dalších vyspělých zemí.